# Кухнята на Звездев
„Кухнята на Звездев“ е кулинарно предаване с водещ Иван Звездев.

## За предаването
Водещ е Иван Звездев, а продуцент е неговата собствена компания „Черпак“ ЕООД. Предаването неслучайно се казва така – излъчва се от личната кухня на готвача, по този начин предоставяйки възможност на зрителите да го опознаят.
В петък предаването минава под наслов „Петък-Ден на майстора“. Всеки петък в предаването гостуват майстор-готвачи от България и света, които представят последните тенденции в готвенето. В събота предаването е отредено за гости.
През есента на 2011 г. предаването променя визуалната си опаковка.
Предаването започва да се излъчва и по bTV Lady от 28 януари със старта на канала.
С началото на новия телевизионен сезон през есента на 2012 година предаването сменя и логото си, и визуалната опаковка. През пролетта на 2014 г. предаването е свалено от ефир.
От 1 февруари 2016 г. предаването се завръща по Канал 3. Предаването е спряно през 2020 г.
От 22 август 2022 г. до началото на 2024 г. се излъчват повторения на епизодите от 2013 и 2014 г. по bTV Lady (след това и по bTV Story). 